# Vlak
Vlak je naziv za skup željezničkih vozila, koji se kreću po tračnicama. Vlak je sastavljen od jedne ili više lokomotiva (vučnih vozila) i jednog ili više vagona (vučenih vozila).

## Podjela po vrsti vlaka
U osnovi razlikujemo:
- putničke vlakove,
- teretne vlakove,
- kombinirane putničko teretne ili teretno putničke vlakove i
- vlakovi za potrebe upravitelja infrastrukture.

## Podjela po vrsti pogona vlaka
U daljnjoj podijeli mogu se podijeliti prema vrsti pogona što se u stvari odnosi na vrstu pogona lokomotive (vučnog vozila) tako da u osnovi možemo razlikovati:
- vlak na parni pogon - vlak se sastoji od parne lokomotive i vagona
- dizelski vlak - vlak se sastoji od dizelske lokomotive i vagona
- električni vlak - vlak se sastoji od električne lokomotive i vagona
- plinsko turbinski vlak - vlak se sastoji od plinsko turbinske lokomotive i vagona
- maglev vlak - vlak koji se kreće pomoću elektromagnetske sile

Vuča vlakova može se obavljati i kombinirano, npr. dizelska i električna lokomotiva u paru. Ovo se primjenjuje, kada je potrebna jača sila, npr. na prugama, koje imaju veliki uspon i gdje jedno vučno vozilo nije dovoljno.

## Vlakovi za prijevoz putnika
- motorni vlak,
- motorni vlak s nagibnom tehnikom,
- vlakovi klasičnog sastava,
- lokomotivski vlak, uključivši i prazne motorne garniture te
- pokusni vlak.

## Teretni vlakovi
- vlak za prijevoz tereta,
- lokomotivski vlak i
- pokusni vlak.

## Vlakovi za potrebe upravitelja infrastrukture
- vozila za posebne namjene s vlastitim pogonom kada prometuju kao vlak,
- mjerni vlak,
- radni vlak,
- pomoćni vlak i
- pokusni vlak.

## Vlakovi velikih brzina
Pod pojmom vlaka velike brzine, (eng. highspeed train, fr. Train a grande vitesse, de. Hochgeschwidigkeitszug) obično se podrazumijeva vlak kojemu je brzina vožnje veća od 200 km/h na rekonstruiranim (obnovljenim) prugama, odnosno veća od 250 km/h na novosagrađenim prugama.

## Vanjske poveznice

### Sestrinski projekti
|  | Zajednički poslužitelj ima još gradiva o temi Vlak |

### Mrežna mjesta
- LZMK / Hrvatska enciklopedija: motorni vlak
- LZMK / Hrvatska tehnička enciklopedija: motorni vlak